# Апијано сула Страда дел Вино
Апијано сула Страда дел Вино (итал. Appiano sulla Strada del Vino) је насеље у Италији у округу Болцано, региону Трентино-Јужни Тирол.
Према процени из 2011. у насељу је живело 1576 становника. Насеље се налази на надморској висини од 439 м.

## Становништво
Према резултатима пописа становништва 2011. у општини је живело 13.988 становника.
| 1931. | 1936. | 1951. | 1961. | 1971. | 1981.  | 1991.  | 2001.  | 2011.  |
| ----- | ----- | ----- | ----- | ----- | ------ | ------ | ------ | ------ |
| 6.890 | 7.061 | 7.454 | 7.912 | 9.071 | 10.112 | 10.914 | 12.657 | 13.988 |